# Арменски бастион
Арменският бастион е укрепление в град Каменец Подолски, построено и поддържано от арменското население на града. Той е защитавал един от трите входа на града. Построен е преди 16 век.

## История
Според различни източници арменците се заселват в град Каменец Подолски през XI – XIII век. През 17 век в града вече има 1200 арменски семейства. Съставлявайки значителна част от населението на град Каменец-Подолск, арменците участват в неговия културен, икономически и военен живот. В допълнение към участието в отбраната на града, арменската общност участва в изграждането и поддържането на крепостните стени на града. Част от укрепленията, наречени Арменски бастион, са оцелели и до днешно време. Точното време на изграждането на бастиона не е известно. Известно е само, че е построен преди 16 век. Арменският бастион е разположен на третата тераса от Крепостния мост, доминираща над западната, издадена част на Стария град. Бастионът вече е бил силно разрушен в началото на 17 век. Работите по реставрацията и модернизацията му са извършени в края на века. През 30-те години на 18 век, на Арменския бастион са построени бруствери от дървен материал и пръст, а скоро след това, те са преустроени на каменни, от военния инженер К. Далке. Последното преструктуриране на горната му част е извършено през 60-те години на XVIII век.
Сградата принадлежи към типа на ранните бастиони – малки, с тъп, издаден навън, ъгъл. Построена е от камък и стои върху скална основа. В плана си, това е шестоъгълник, отворен от източната страна и страната, гледаща към града. Външните стени са проектирани с наклон. Вътрешното пространство е засипано. Височината на стените е променлива (максимална – 12 метра от скалистата основа от западната страна). В общата система на градските укрепления, Арменският бастион е бил една от основните части на отбраната, тъй като защитава един от трите входа в града.
През 1969 г. в Арменския бастион са извършени консервационни работи.

## Галерия
- Общ изглед